# Réseau des organisations fiscales
 (octobre 2024).
 (octobre 2024).
Si vous disposez d'ouvrages ou d'articles de référence ou si vous connaissez des sites web de qualité traitant du thème abordé ici, merci de compléter l'article en donnant les références utiles à sa vérifiabilité et en les liant à la section « Notes et références ».
Le réseau des organisations fiscales (en anglais Network of Tax Organizations ou NTO) est une organisation intergouvernementale à but non lucratif qui offre un forum pour aider les organisations fiscales régionales à améliorer leur fonctionnement. Le secrétariat du NTO est situé à Bonn, en Allemagne.

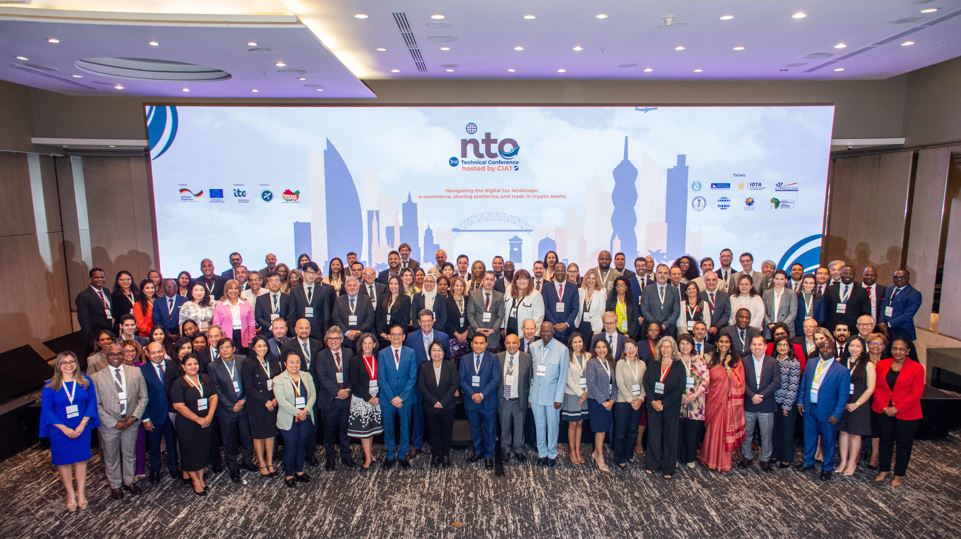
Réseau des organisations fiscales, Assemblée semestrielle à Panama City, 18-20 février 2025

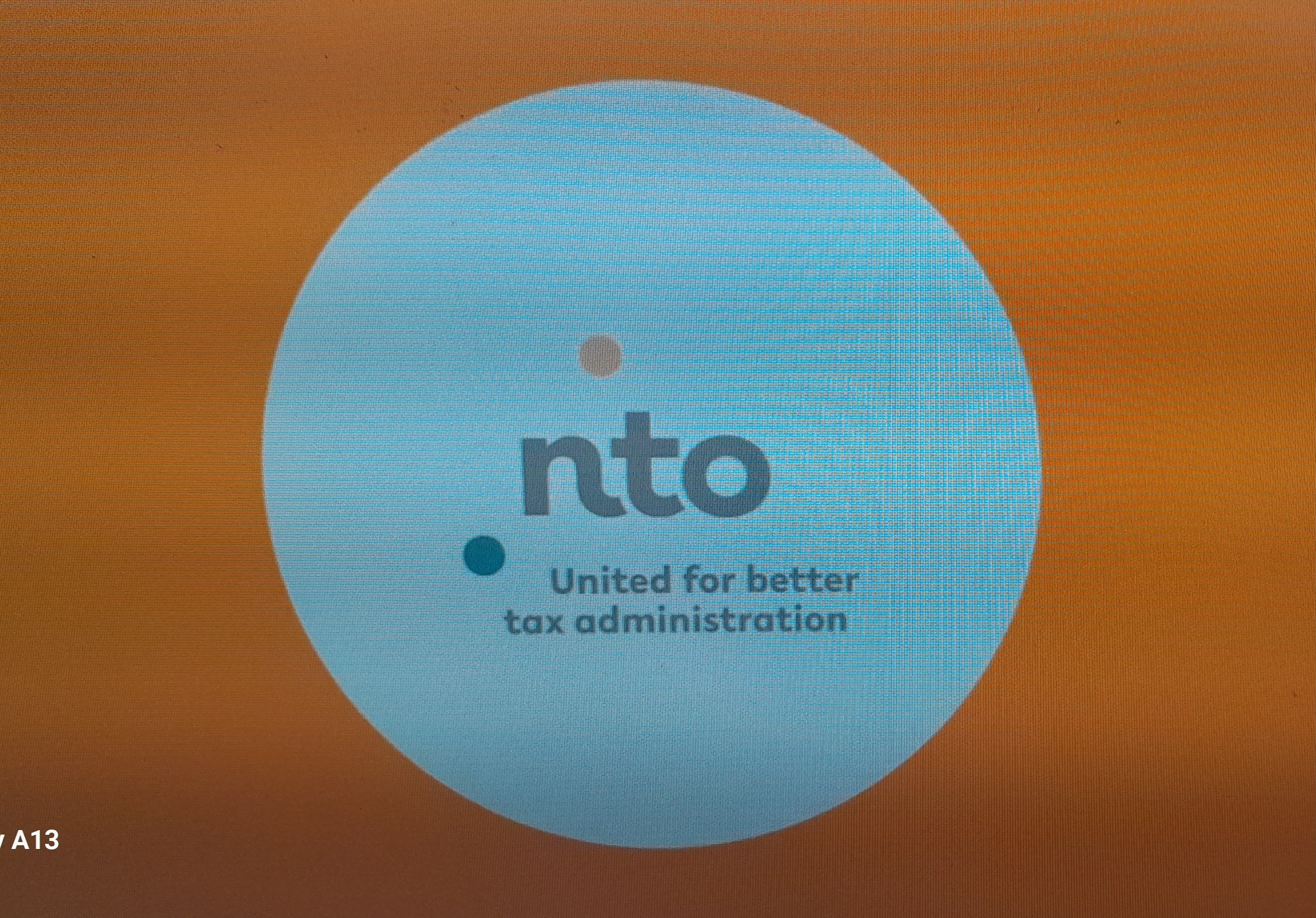
Logo du Network of Tax Administrations - Réseau des organisations fiscales

## Fiche d'information
Le Network of Tax Organisations est un réseau d'organisations fiscales régionales et internationales qui vise à développer une plateforme mondiale pour renforcer l' administration fiscale à travers le monde et améliorer la coordination entre les pays membres. Le NTO a été fondé en mai 2018 à Ottawa, au Canada, et rassemble 10 organisations membres qui représentent plus de 180 administrations fiscales nationales dans le monde. Le Deutsche Gesellschaft für Internationale Zusammenarbeit (GIZ), organisation de la cooperation officielle allemande, participe a son financement. Conjointement, le NTO vise à développer les capacités de ses membres et à favoriser la collaboration et le dialogue internationaux sur la fiscalité, à l'appui d'une mobilisation efficace des recettes nationales .

## Activités et publications
En août 2024, un cours complet sur la gouvernance des données, comprenant des traductions du manuel Data Governance for Tax Administrations : A Practical Guide en anglais, français et en espagnol, et trois événements en ligne ont été organisés par l'ONT pour approfondir les connaissances par le biais d'études de cas pratiques et d'échanges en temps réel avec des experts internationaux.
Du 18 au 20 février 2025, la conférence technique du NTO s'est tenue à Panama. La conférence du NTO, d'une durée de trois jours et ayant pour thème " Naviguer dans le paysage fiscal numérique : commerce électronique, plateformes d'échange et échanges de crypto-actifs ", a permis aux experts fiscaux internationaux et aux administrations fiscales du monde entier de discuter de ces défis, de partager leurs expériences et d'explorer des approches pratiques. La présidence du NTO est désormais assurée par l'Association des administrateurs fiscaux du Commonwealth (CATA) pour la période 2025-2026.

## Membres
Les organisations suivantes sont membres à part entière du réseau des administrations fiscales:
- African Tax Administration Forum] (ATAF)
- Association of Tax Authorities of Islamic Countries (ATAIC)
- Caribbean Organization of Tax Administrators (COTA)
- Centre inter-américain des administrations fiscales (CIAT)
- Cercle de Réflexion et d'Échange des Dirigeants des Administrations Fiscales (CREDAF)
- Commonwealth Association of Tax Administrators (CATA)
- Intra-European Organisation of Tax Administrations (IOTA)
- Study Group on Asia-Pacific Administration and Research (SGATAR)
- West African Tax Administration Forum (WATAF)